# منطقه ۵۸ (قطر)
منطقه ۵۸ یک منطقهٔ مسکونی در قطر است که در دوحه (شهرداری) واقع شده‌است. منطقه ۵۸ ۰٫۸ کیلومتر مربع مساحت و ۴٬۶۹۲ نفر جمعیت دارد.